# Distretto di Badin
Il distretto di Badin (in urdu: ضلع بدین) è un distretto del Sindh, in Pakistan, che ha come capoluogo Badin. Nel 1998 possedeva una popolazione di 1.136.044 abitanti.